# Zieria aspalathoides
Zieria aspalathoides är en vinruteväxtart. Zieria aspalathoides ingår i släktet Zieria och familjen vinruteväxter.

## Underarter
Arten delas in i följande underarter:
- Z. a. aspalathoides
- Z. a. brachyphylla